# Walter Gross (homme politique)
Pour les articles homonymes, voir Walter Gross.
Walter Gross, né le 21 octobre 1904 à Cassel et mort le 25 avril 1945 à Berlin, est un médecin allemand et un responsable nazi.

## Carrière
Gross étudie la médecine à Göttingen, Tübingen et Munich, puis travaille de 1928 à 1932 comme assistant dans un hôpital de Brunswick.
Il adhère en 1925 au NSDAP, puis en 1932 à la section regroupant médecins du parti en 1932. Il collabore alors au département santé publique du NSDAP. Il fonde et dirige en 1933 le bureau des affaires politiques et raciales, qui devient en mai 1934 le Rassenpolitisches Amt der NSDAP. Gross est membre du Reichstag à partir de 1936. Rosenberg consigne dans son journal personnel en 1940 un entretien qu'il a eu avec Gross, à propos de la fondation de l'institut de biologie et d'étude raciale, en relation avec la Société Kaiser-Wilhelm, et rapporte notamment qu'Eugen Fischer, son directeur, doit « bientôt venir à nous ». Le siège de l'institut doit s'installer à Stuttgart. Gross devient en 1942 le directeur du bureau des sciences du bureau Rosenberg.
Selon l'historienne Claudia Koonz, Gross se suicide le 15 avril 1945 dans sa maison de Berlin-Schlachtensee lors de combats avec des soldats de l'Armée rouge.

## Influence
Gross est l'un des auteurs majeurs des débuts de la revue Nationalsozialistische Monatshefte. Il est alors rédacteur et éditeur de plusieurs ouvrages antisémites tels Rasse und Politik (1934), Der Weltenumbruch im jüdischen Mythos (1936) et Die rassenpolitischen Voraussetzungen zur Lösung der Judenfrage (1943).
Gross rejette lors d'une conférence le 27 mars 1941 la distinction entre Juifs et « métissés de Juifs » et justifie leur égale exclusion de l'Europe. Cette conférence donne alors le signal d'une action concertée entre le Rassenpolitisches Amt, la Chancellerie du Parti de Martin Bormann et du Reichssicherheitshauptamt pour proposer de traiter, au moins dans les régions orientales occupées, les « métissés de Juifs » comme les « Juifs intégraux », position entérinée lors de la Conférence de Wannsee.